# NGC 4642
NGC 4642 (другие обозначения — UGC 7893, MCG 0-33-4, ZWG 15.7, IRAS12407-0022, PGC 42791) — спиральная галактика (морфологический тип по Хабблу Sbc) в созвездии Девы. Открыта Уильямом Гершелем 1 января 1786 года. Является частью скопления Девы.
Этот объект входит в число перечисленных в оригинальной редакции «Нового общего каталога».
Составляет физическую пару со спиральной галактикой NGC 4653, которая находится на расстоянии 9,8′ к восток-северо-востоку (спроецированное линейное расстояние — около 50 кпк). Галактики окружены общим облаком нейтрального водорода, поверхностная плотность которого между ними не менее 1019 атомов/см2; наблюдаются приливные эффекты. Галактики предположительно находятся на ранней стадии взаимодействия и будущего слияния. Масса нейтрального водорода в NGC 4642 составляет 2,9 млрд M⊙.
На фотографиях NGC 4642 видна как сильно наклонённая спиральная галактика с асимметричной спиральной структурой и пылевым облаком к северо-востоку от ядра. На диск галактики к восток-северо-востоку от ядра проецируется слабая звезда поля. Визуально при наблюдении в любительский телескоп при среднем увеличении в поле зрения можно видеть одновременно обе галактики пары. NGC 4642 видна как удлинённое светлое образование со слегка размытыми краями, вытянутое с северо-северо-востока на юго-юго-запад. При малых увеличениях проецирующаяся на диск звезда поля может быть ошибочно принята за ядро. Радиальная скорость: 2557 км/с. Расстояние: 114 млн световых лет. Диаметр: 60 тыс. световых лет.